# حصار مالطا (1429)
كان حصار مالطا عام 1429 محاولة من جانب الدولة الحفصية للاستيلاء على جزيرة مالطا، التي كانت آنذاك جزءًا من مملكة صقلية. وقد تم صد الغزاة ولكن تم قتل أو استعباد العديد من المالطيين.

## الخلفية
بحلول القرن الخامس عشر، تم تنصير جزر مالطا، وتم تحريرها من الإقطاع في عام 1426. في ذلك الوقت، كان عدد سكان مالطا حوالي 16000 إلى 18000 شخص.
تألفت دفاعات مالطا من جيش أراغوني، بالإضافة إلى 300 جندي مالطي من الميليشيات. وتم حشد المزيد من الجنود وحمل حوالي 4000 مجندين السلاح ضد الغزاة الحفصيين.

## الحصار
في سبتمبر 1429، وصل جيش من حوالي 18000 رجل حفصي بقيادة قايد رضوان إلى مالطا من تونس. هاجم الحفصيون أولاً العاصمة مدينة. وبعد ثلاثة أيام من القتال العنيف، غادروا المدينة، ونهبوا المدن الأخرى في الطريق. في مرحلة ما، استولى الغزاة على دير أوغسطينوس في الربط ودمروه.
خلال الحصار، أسر الحفصيون 3000 من سكان مالطا، بينما قُتل العديد غيرهم. شجع حكام صقلية بعد ذلك الهجرة إلى مالطا لاستبدال السكان الذين تقلص عددهم. دمر الحصار مالطا، وظلت آثاره محسوسة لسنوات عديدة بعد ذلك.
وفقًا للأساطير المحلية، ساعد القديس جورج والقديس بولس والقديسة أجاثا المالطيين أثناء الحصار. ظهر القديس بولس على حصان أبيض وخنجر في يده للدفاع عن المالطيين. في عام 1682، تم تكليف ماتيا بريتي برسم لوحة لهذا الحدث. يمكن العثور على اللوحة الآن في كنيسة داخل كاتدرائية القديس بولس في مدينا.

## الإرث
على الرغم من أن حصار عام 1429 كان أقل شهرة من حصار عام 1565، إلا أنه كان أسوأ وفقًا لبعض المؤرخين لأن المالطيين قاتلوا الغزاة بمفردهم، دون أي مساعدة أجنبية.